# Windpark Kisselbach
Der Windpark Kisselbach ist ein Windpark auf dem Gebiet der Verbandsgemeinde Rheinböllen im Hunsrück. Die zehn Windkraftanlagen befinden sich in kommunalem Waldgebiet in unmittelbarer Nähe entlang der Autobahn A 61 auf einer Höhe von 450 m ü. NN - 500 m ü. NN.

## Geschichte
Die Anlagen wurden zwischen Juli und Oktober 2006 in Betrieb genommen. Eine Anlage des Typs E-82 stellt dabei die 10.000. Windkraftanlage des Herstellers Enercon dar. Die Kosten für die Realisierung des Windparks wurden mit 27 Mio. Euro angegeben.

## Technik
Im Windpark Kisselbach sind acht Windkraftanlagen des Typs Enercon E-70 und zwei weitere Anlagen des Typs E-82 mit einer Gesamtnennleistung von 22,4 MW installiert. Bei Nabenhöhen von 114 (E-70) bzw. 108 Metern (E-82) beträgt die Gesamthöhe aller Anlagen 149 Meter. Die Maschinengondeln sind auf konischen Stahlbetontürmen montiert. Der Betreiber juwi geht von einem jährlichen Stromertrag von ca. 40 GWh aus, was im Durchschnitt einer Leistung von etwa 4,5 MW entspricht.